# Королевские регалии Греции
Королевские регалии Греции — символы власти монарха, включающие корону, державу и скипетр, изготовленные в 1830-х годах для короля Греции Оттона I — первого монарха из династии Виттельсбахов.

## История
После упразднения Греческой республики, на Лондонской конференции 1832 года Греция была признана независимой под протекторатом великих держав: (Англии, России, Франции), с формой государственного устройства монархия. 20 мая 1832 года королём Греции (державы настояли на таком титуле — вместо «Король греков», как у последующих монархов в Греции) был избран Оттон I из династии Виттельсбахов, который 18 февраля 1833 года торжественно вступил на престол. В этот момент он не имел ни короны, ни других королевских регалий. Королевские регалии для Оттона — корона, держава и скипетр — были заказаны в Париже, за основу были взяты королевские регалии Баварии, они были изготовлены из золота с некоторой примесью серебра, но при этом без использования драгоценных камней. В результате они больше напоминали погребальные регалии. Меч для Оттона был изготовлен Жюлем Мансо. Изготовленные регалии прибыли в Грецию в 1835 году.
В 1862 году Оттон был свергнут в результате государственного переворота и вместе с королевскими регалиями бежал на родину, в Баварию, где и умер в 1867 году. Права на греческий престол Оттон завещал своему брату, принцу Луитпольду Баварскому, но, согласно Конституции Греции, преемником Оттона — наследником греческого престола мог быть только православный, а Луитпольд не желал переходить в православие и не претендовал на греческий трон. Королём Греции в 1863 году стал датский принц Георг, правивший под именем Георга I и ставший родоначальником греческой ветви Глюксбургов. После смерти Оттона в 1867 году его королевские регалии перешли к Луитпольду, но он не собирался передавать их новому монарху Греции. Таким образом, королевские регалии Греции оставались в Баварии, а правившая с 1863 года династия греческих Глюксбургов обходилась без регалий на протяжении почти 100 лет, в силу чего никогда не проводила официальную церемонию коронации монархов.
Лишь в 1959 году принц Баварии Альбрехт, глава дома Виттельсбахов и потомок Луитпольда Баварского, признав права дома Глюксбургов на греческий трон, направил в Афины своего сына Макса-Эммануила, который передал регалии Оттона королю Греции Павлу I, после чего они остаются в Греции до настоящего времени.